# Muzeum v podskalské celnici na Výtoni
Muzeum v Podskalské celnici na Výtoni je dvoupodlažní kamenná budova někdejší Podskalské celnice v části vltavského nábřeží zvané Výtoň v Praze 2, na adrese Rašínovo nábřeží 412. V současné době slouží jako tematické muzeum.

## Expozice

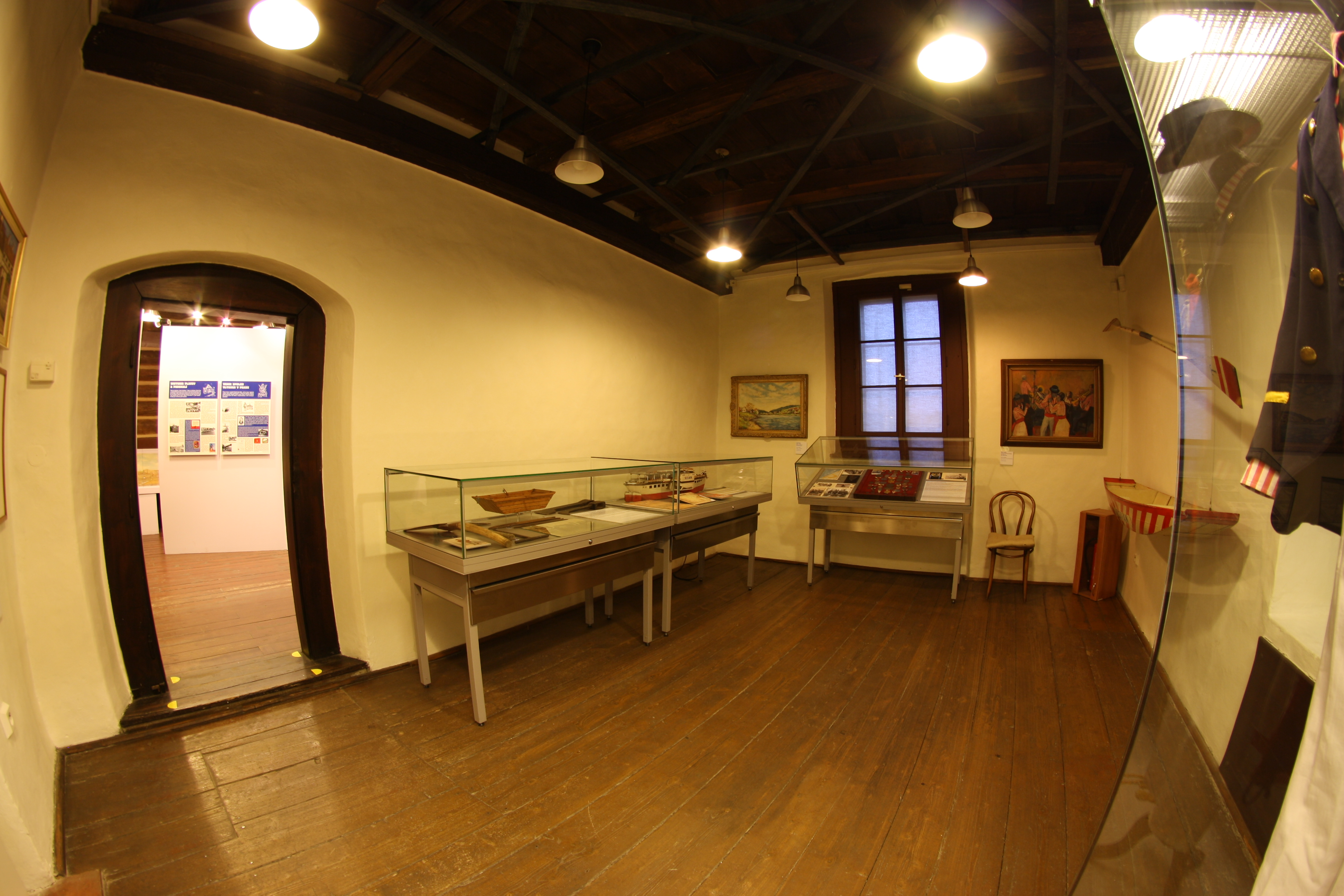
Interiér s expozicí muzea

Podskalská celnice na Výtoni je ve správě Muzea hlavního města Prahy. Od roku 1930 zde byly umístěny expozice ze čtyř tematických okruhů, které se vztahovaly k Podskalí a Vltavě. Byly to Voroplavba na Vltavě, Z dějin Podskalí, Nákladní plavba na Vltavě a Pražská osobní paroplavba. Součástí expozice byl také model Podskalí z doby, kdy tam ještě nebyly žádné mosty ani nábřežní zdi. Mezi vystavenými exponáty byly také památky na spolek Vltavan, jenž vznikl v roce 1871 a podporoval plavce, rybáře a pobřežné.

## Historie celnice
Podskalská celnice na Výtoni byla postavena v 15. století, bosovaný portál a vnitřní úpravy proběhly kolem roku 1600. Stavba se zachovala díky tomu, že ji město v roce 1908 odkoupilo jako památku na rázovitý život ve starém Podskalí. V roce 1939 byla budova převedena do vlastnictví Muzea hlavního města Prahy, které zde po druhé světové válce otevřelo první historickou expozici.
V roce 2003 byla po rekonstrukci znovu otevřena i s původní podskalskou hospodou. Roku 2015 byla zpřístupněna nová stálá expozice.